# Stalachtis nocticoelana
Stalachtis nocticoelana är en fjärilsart som beskrevs av Adalbert Seitz 1917. Stalachtis nocticoelana ingår i släktet Stalachtis och familjen juvelvingar. Inga underarter finns listade i Catalogue of Life.